# Battaglia di Capo Corvo
La battaglia di Capo Corvo fu uno scontro navale avvenuto nell'ambito delle guerre ottomano-asburgiche per il controllo del Mediterraneo. Esso ebbe luogo nell'agosto del 1613 presso l'isola di Samo dove uno squadrone spagnolo proveniente dalla Sicilia, al comando dell'ammiraglio Ottavio d'Aragona Tagliavia, attaccò la flotta ottomana guidata da Sinari Pasha. Gli spagnoli risultarono vittoriosi e catturarono sette galee e circa 600 prigionieri, tra cui il bey di Alessandria ed altri 60 nobili ottomani di rilievo. Capo Corvo fu la principale vittoria spagnola sotto il comando di Pedro Téllez-Girón, III duca di Osuna, viceré di Sicilia, e una delle più grandi vittorie degli spagnoli sugli ottomani dopo la Battaglia di Lepanto.

## Antefatto
Quando Pedro Téllez-Girón, III duca di Osuna, venne nominato viceré di Sicilia nel 1610, il suo principale obiettivo dopo l'eliminazione dei briganti sull'isola, fu la ricostruzione delle locali forze navali. Al suo arrivo, lo squadrone spagnolo in Sicilia non aveva galee in mare e la popolazione temeva un attacco ottomano da un momento all'altro. Dal mese di luglio del 1612, otto galee e diversi vascelli vennero costruiti su ordine di Osuna. Osuna affidò il comando di questa piccola forza marittima al palermitano Ottavio d'Aragona, suo comandante militare favorito. D'Aragona portò a compimento alcuni assalti in territorio ottomano, attaccando di sorpresa La Goulette e Cherchell. Don Antonio Pimentel bruciò sette navi guidate da un pirata inglese al servizio degli ottomani presso il porto di Tunisi in quello stesso anno. Il combattimento più importante, come pure la maggiore vittoria di Osuna nel 1612, fu il respingimento in agosto di una grande flotta ottomana che tentò di catturare Messina. Due galee e tre galeotte vennero catturate nell'operazione e portate a Cartagena come bottino di guerra. Gli ottomani, isolati dalle loro navi, dovettero arrendersi e tentarono di fuggire nell'entroterra.
A metà del 1613, d'Aragona sbarcò 200 moschettieri, 50 archibugieri e 100 picchieri a Cherchell, dove occuparono e demolirono il locale castello ottomano con la morte di più di 800 turchi. Al ritorno di d'Aragona, Osuna gli ordinò di preparare una campagna per fronteggiare la flotta ottomana nelle sue stesse acque. Il viceré era stato avvisato infatti della partenza di una grande flotta da Costantinopoli che secondo i suoi informatori era diretta verso gli spagnoli. Le galee del d'Aragona vennero rinforzate, ciascuna con 100 moschetti, 50 spuntoni, 20 brocchieri e 150 picchieri nel caso in cui le navi si fossero trovate ad essere attaccate dagli ottomani. L'ammiraglia di Osuna, nel frattempo, venne anch'essa rinforzata con 160 moschettieri e sette cannoni. Secondo i dati riportati dalle spie del viceré, la flotta ottomana era composta da 12 galee al comando di Mahomet Pasha, un luogotenente di Nasauf Pasha, che però era rimasto a Costantinopoli per consultarsi con il sultano Ahmed I sulla guerra con la Persia.

## La battaglia

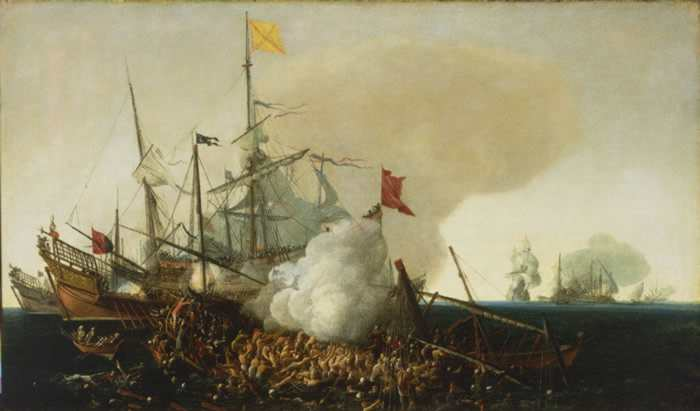
Una nave da guerra spagnola combatte contro i pirati barbareschi, dipinto del 1615 di Hendrik Cornelisz Vroom.

Ottavio d'Aragona prese la via del mare verso il Mar Egeo al comando delle sue otto galee. A sud di Samo, l'ammiraglio spagnolo venne informato da pescatori greci della presenza di 10 galee ottomane al comando di Sinari Pasha nell'area circostante. Lo squadrone attraversò lo Stretto di Micale grazie all'aiuto di un abile marinaio greco e giunse al largo di Capo Corvo, dove la flotta ottomana era alla fonda: essa era posizionata con due galee in avanguardia, due nel gruppo centrale, e tre in retroguardia. D'Aragona, avvisato della presenza dei vascelli di Sinari Pasha da una feluca, ordinò l'attacco e, seguito dal suo squadrone, si avvicinò alla formazione ottomana con la sua nave ammiraglia in testa. Dopo tre ore di combattimenti, Sinari Pasha si arrese con la sua galea e venne seguito poi dal suo secondo in comando e poi da altre cinque galee, mentre le altre riuscirono a sfuggire.
Circa 400 tra soldati e marinai ottomani vennero uccisi, mentre altri 600 vennero catturati. Tra i più importanti prigionieri vi erano Sinari Pasha, che morì poco dopo, e Mahamet, Bey di Alessandria nonché figlio di Müezzinzade Ali Pasha, che aveva comandato la flotta ottomana nella Battaglia di Lepanto. Inoltre 1200 schiavi cristiani vennero liberati. Le perdite della parte spagnola furono bassissime e comportarono appena sei morti e 30 feriti. Gli spagnoli fecero ben presto ritorno in Sicilia con le loro sette navi catturate che vennero incorporate nella flotta locale al loro arrivo a Messina. Nel viaggio di ritorno venne inoltre catturato un brigantino con a bordo 17 turchi di equipaggio. L'intera flotta, ad ogni modo, venne quasi del tutto perduta al lago di Capo Solanto, a sole dieci leghe marittime da Messina.

## Conseguenze

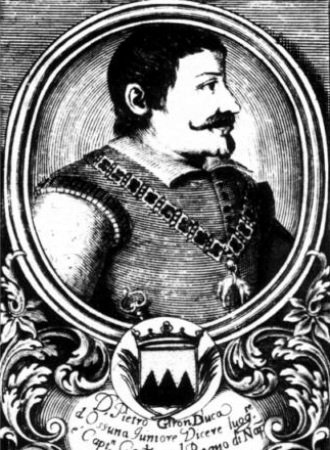
Incisione di un ritratto di Pedro Téllez-Girón y Velasco, III duca di Osuna.

Il 27 settembre il duca di Osuna organizzò una processione trionfale a Palermo in onore di Ottavio d'Aragona. Il viceré spagnolo, d'Aragona, il cardinale Doria, i capitani ed i cavalieri delle galee, gli schiavi liberati e 600 prigionieri ottomani oltre a 900 dei soldati che avevano preso parte alla battaglia, marciarono per le strade della città; il pennone e le altre bandiere catturate agli ottomani aprirono il corteo. La vittoria di questo scontro ebbe notevole risonanza come pure quella delle battaglie di Capo Celidonia e Ragusa sotto il comando di Francisco de Ribera y Medina, uno dei più abili comandanti navali del suo tempo.